# Dubovo (Tutin)
Dubovo (em cirílico: Дубово) é uma vila da Sérvia localizada no município de Tutin, pertencente ao distrito de Ráscia, na região de Ráscia, Stari Vlah e Sanjaco. A sua população era de 1078 habitantes segundo o censo de 2011.

## Demografia
| 1948 | 1953 | 1961 | 1971 | 1981 | 1991 | 2002 | 2011 |
| ---- | ---- | ---- | ---- | ---- | ---- | ---- | ---- |
| 266  | 286  | 333  | 316  | 597  | 845  | 916  | 1078 |